# Ovillers-la-Boisselle
Ovillers-la-Boisselle település Franciaországban, Somme megyében. Lakosainak száma 428 fő (2022. január 1.). Ovillers-la-Boisselle Thiepval, Albert, Authuille, Aveluy, Bécordel-Bécourt, Contalmaison, Fricourt, Grandcourt és Pozières községekkel határos. A település közelében található egy első világháborús katonai temető.

## Népesség
A település népességének változása:
| Lakosok száma | 445  | 448  | 453  | 446  | 442  | 437  | 433  | 431  | 428  |
|               | 2013 | 2015 | 2016 | 2017 | 2018 | 2019 | 2020 | 2021 | 2022 |